# نيكو والتر
نيكو والتر (بالألمانية: Nico Walther)‏ هو متزلج جماعي ألماني، ولد في 7 يونيو 1990 في فرايتال في ألمانيا.

## وصلات خارجية
- الموقع الرسمي
- نيكو والثر على موقع IBSF (الإنجليزية)
- نيكو والثر على موقع FIL (الإنجليزية)
- نيكو والثر على موقع اللجنة الأولمبية الدولية (الإنجليزية)
- نيكو والثر على موقع أوليمبيديا (الإنجليزية)
- نيكو والثر على موقع اللجنة الأولمبية الألمانية (الألمانية)